# Bardoka

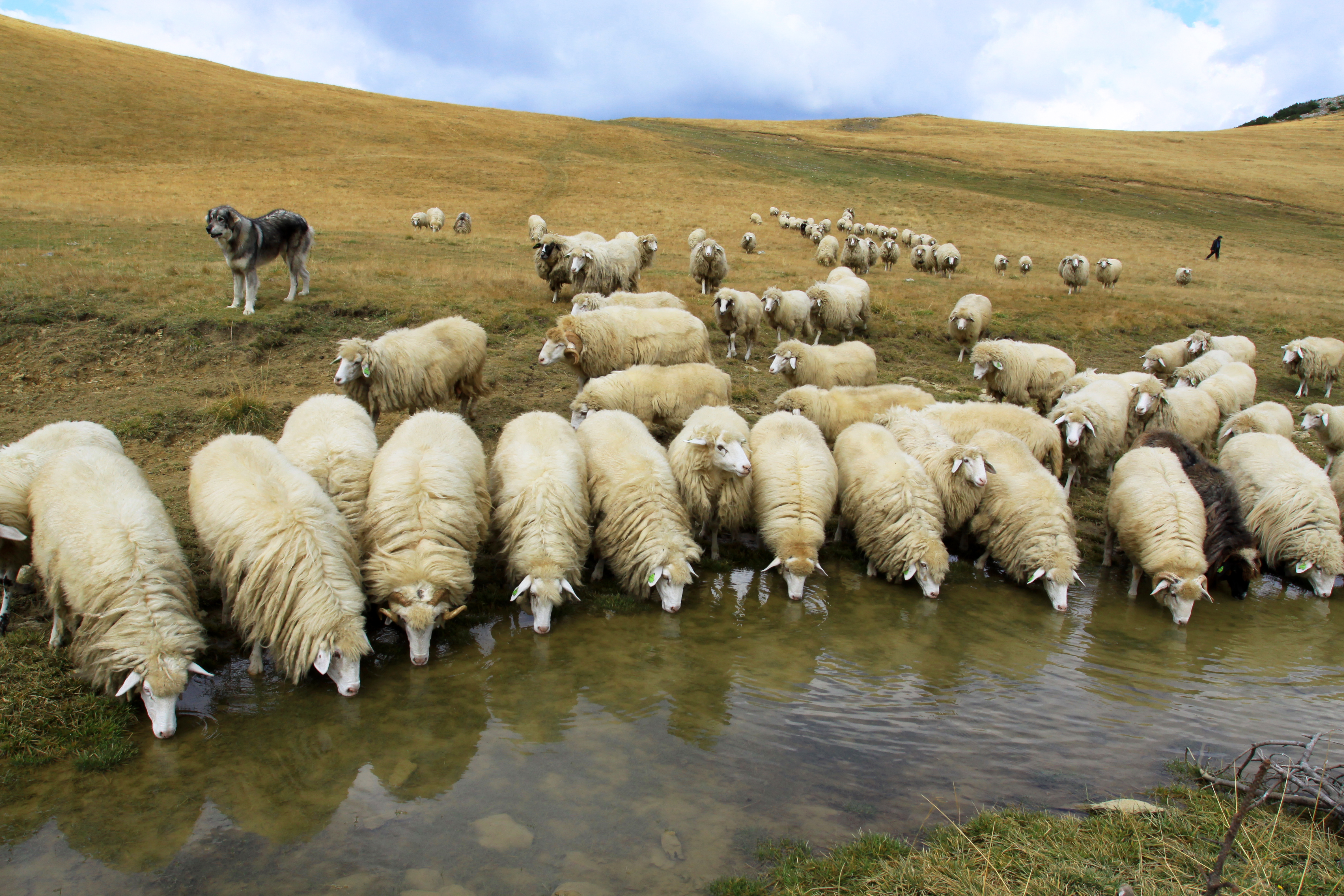
Bardhoka sheep drink from Lumbardh lake in Kosovo

Bardoka hay White Metohian sheep là một giống cừu lai được chăn nuôi với đa mục đích (giết thịt, lấy sữa, lấy lông và làm vật thí nghiệm của các nhà nghiên cứu). Chúng được lai tạo từ những giống cứu được thuần hóa của Kosovo. Do được lai ở trong nước nên nó nghiễm nhiên trở thành loài gia súc phổ biến ở Kosovo. Còn có các nước như Montenegro, Serbia và Albania chúng vẫn là loài phổ biến nhưng chỉ một phần. Ngoài ra, một điểm đáng lưu ý của loài cừu này là chúng có thể thích nghi với gần như là toàn bộ điều kiện môi trường, đặc biệt là khi trong môi trường có nhiệt độ thấp. Tuy nhiên, chúng rất nhạy cảm với độ ẩm cao.

## Đặc điểm
Cừu Bardoka có da màu trắng với màu hồng. Cả con đực lẫn con cái thì đều có sừng, không giống như nhiều loài cừu khác.
Những con đực khi trường thành có thể đạt trọng lượng là 65 kg (143 lb) và con cái là 50 kg (110 lb). U vai của con được trưởng thành có khả năng phát triển lên đến 70 cm (28 in), còn con cái là 60 cm (24 in). Con cái tiết ra sữa trong khoảng thời gian xấp xỉ là 180 ngày, cho năng suất là 200 kg (440 lb) sữa. Trong đó có chứa 7.1% lượng chất béo trong sữa. Ngay khi vừa sinh ra, trong lượng của những con đực là 3,5 kg (7,7 lb), còn con cái thì nhẹ hơn một chút, là 3,2 kg (7,1 lb)..